# 聯合國社會發展研究所
聯合國社會發展研究所（United Nations Research Institute For Social Development，UNRISD）是聯合國系統下的獨立研究機構，主要從事當代發展議題之社會跨領域研究，創立於1963年，總部設在聯合國日內瓦辦事處。聯合國社發所剛成立時，主要從事社會發展議題的政策研究，由學者們組成的委員會協調所內各研究計畫；這些計畫多是研究發展中國家，並與該國的官方研究團隊和當地大學進行學術合作，呈現鉅觀、跨領域的政治經濟學取徑成果。

## 外部連結
- 聯合國社會發展研究所官方網站 （页面存档备份，存于） （英文）（法文）（西班牙文）